# Tramandaí (község)
Tramandaí egy község (município) Brazíliában, a Tramandaí folyó Atlanti-óceáni torkolatánál. Rio Grande do Sul állam egyik legismertebb, legnépszerűbb és legszebbnek tartott üdülőhelye, a „strandok fővárosának” is nevezik (Capital das Praias). Népességét 2022-ben 54 387 főre becsülték.

## Története
A 17. században az óceánparti terület – így a mai Tramandaí vidéke is – amolyan átutazóhelyként szolgált a hajcsárok (tropeiros), katonák, kalandorok, rabszolgakereskedők számára a délre eső területek és az 1680-ban alapított Colônia do Sacramento felé. 1700 körül jelentek meg az első folyóparti házak, 1732-ben pedig ezen a vidéken jelölték ki Rio Grande do Sul állam legelső királyi földadományát (sesmaria), Manoel Gonçalves Ribeiro számára az úgynevezett das Conchas stációnál. A kialakuló települést főként halászok lakták, de farmok is létesültek.
A 20. század elején 80 házból állt, és már tengerparti üdülőhelyként is ismert volt, az első szállodák is megjelentek. 1908-ban épült fel temploma. A növekvő települést 1939-ben Osório község kerületévé nyilvánították. 1965-ben népszavazás útján függetlenedett és 1967-ben önálló községgé alakult.

## Leírása
A község székhelye Tramandaí, további kerületei Nova Tramandaí és Estância Velha. A Tramandaí folyó jobb partján, az Atlanti-óceáni torkolatnál fekszik; a folyó átellenes oldalán Imbé község található. A két községet a Giuseppe Garibaldi híd köti össze.
Homokos síkságon terül el, amelyet nyugaton lagúnák és tavak, keleten az óceán határol. A tengerpart 12 kilométeres, fő strandjai Barra és Tramandaí, kisebb strandok a déli részen Beira Mar, Tramandaí Sul, Nova Tramandaí, Oásis Sul, Jardim Atlântico, Jardim do Éden, Portal do Éden, Zona Sul. Népszerű üdülőhely; szezonban a nyaralók száma az ötvenezret is meghaladja, vagyis a község népessége megduplázódik. Karneválon, ünnepnapon a szám még ennél is magasabb. Gazdasága a turizmusra és a halászatra összpontosul.
A folyó – és a község – neve tupi–guarani eredetű, bár jelentése nem tisztázott.